# (8833) Acer
(8833) Acer (1989 RW) – planetoida z pasa głównego asteroid okrążająca Słońce w ciągu 4,87 lat w średniej odległości 2,87 au. Odkryta 3 września 1989 roku.